# Space Funeral (Funeral Espacial)

Pantalla de inicio de Space Funeral.

Space Funeral es un videojuego de rol de creación independiente y un juego de arte del desarrollador irlandés thecatamites. El breve juego se creó con RPG Maker 2003 y gira en torno a un niño llamado Philip, que abandona su hogar para salvar su mundo de una misteriosa corrupción.
Space Funeral destaca por sus parodias de los géneros de terror y RPG, su crudo estilo artístico y el frecuente uso de la sangre en diálogos, gráficos y temáticas.

## Gameplay
Los jugadores controlan a Philip (y durante las secciones que siguen a la primera gran área del juego, Leg Horse) mientras parte de su hogar en Scum Vullage [sic] en busca de la Ciudad de las Formas, una ciudad descrita como el origen de todo dentro del mundo del juego. A lo largo del juego, los jugadores se encuentran repetidamente con criaturas retorcidas y a menudo sangrientas que ocupan el lugar de los PNJ del mundo del juego.
El juego se desarrolla como un RPG por turnos en 2D típico, aunque una función "Misterio" que sólo puede usarse una vez por batalla tiene efectos exclusivos para cada variedad de enemigo sobre el que se utiliza la función. Esta habilidad se parece mucho a "rezar" en Earthbound, pero con un enfoque narrativo mucho mayor y más predominante. Ciertos enemigos tienen debilidades absurdas; como las películas mudas, que hacen que algunos de ellos sean sentimentales. El juego también tiene extravagantes efectos de estado, como "buff" y "triste" junto con otros más típicos, como "envenenado".

## Trama
Space Funeral comienza con Philip, un niño morado vestido de pijama que llora constantemente, viendo a un mago en Scum Vullage [sic] que le dice que su mundo se ha "corrompido" y que no le queda mucho tiempo. El mago afirma que la única esperanza de supervivencia es encontrar la Ciudad de las Formas, una ciudad perfecta de la que proceden todas las cosas del mundo del juego. Philip parte de la aldea, y pronto se encuentra con Leg Horse, un caballo hecho de patas cortadas que, según se revela más tarde, fue anteriormente el príncipe Horace, el príncipe del mundo de Space Funeral. El jugador acaba atravesando la Caverna de Sangre, una cueva que alberga al primer jefe del juego, el Demonio de Sangre, y llega a la Ciudad de los Ladrones, una ciudad que alberga a una gran variedad de criminales (que, graciosamente, tienen una gran debilidad por las biblias).
Al visitar la antigua casa de Leg Horse, se descubre que una vez fue el "Príncipe Horrace", el gobernante del juego antes del "Gran Cambio". Entonces se explica que el hermano de Leg Horse también se ha corrompido, y el grupo sufre una emboscada de "20th Century Boy", la versión corrupta del hermano de Leg Horse.
Philip se da cuenta de que ciertos objetos aparecen como fallos gráficos, que los habitantes del mundo conocen y llaman "errores", pero no recuerdan lo que eran antes del "Gran Cambio". Una vez que los jugadores derrotan al Rey del Crimen, se dirigen a la Ciudad de las Formas, que tiene muchos fallos y parece una sala de depuración de videojuegos, en la que las "formas" se refieren a los sprites del juego. Allí descubren a Moon, una antigua artista que buscó la Ciudad para inspirarse, pero se dio cuenta de que era tan perfecta que ya no tenía sentido como artista, así que decidió corromper el mundo para poder crear de nuevo.
Al derrotar a Moon, el juego recupera la apariencia por defecto de un juego de RPG Maker, y los personajes vuelven a su estado normal, lo que implica que su aspecto anterior era el resultado de la corrupción infligida por Moon. Sin embargo, una casa corrupta del mundo original aún permanece allí, lo que implica que no ha desaparecido por completo.

## Desarrollo
En una entrevista concedida al blog de tumblr fuckyeahspacefuneral, el desarrollador thecatamites declaró que el estilo artístico del juego estaba "basado en el extraño gore pixelado de Monster Party, especialmente en la forma en que podía ser difícil entender lo que una pared de azulejos con cabezas ensangrentadas pretendía representar en el espacio del juego". Se dice que la selección musical de Space Funeral se hizo "juntando cosas basadas en tendencias superficialmente similares y casi creando una falsa tradición en ese sentido que podría cambiar la forma de progresar a partir de ahí".
En la misma entrevista se afirmaba que Space Funeral se había inspirado en gran medida en los videojuegos Bat Castle y Monster Party. En otra entrevista, Murphy afirmó haber jugado a Earthbound en su adolescencia, pero añadió que era "demasiado tarde para que tuviera impacto" en el momento del desarrollo. A pesar de esta afirmación, varios sitios web han incluido Space Funeral entre los juegos que recuerdan mucho a Earthbound, incluido el propio sitio del entrevistador, pastemagazine.com.
El enfoque del juego en la "corrupción" frente a los gráficos "perfectos" del RPG Maker por defecto fue utilizado por el desarrollador para denunciar lo que él creía que era una forma moderna de clasicismo de los RPG de la década de 1990, en la que la gente creía que eran la "cumbre" de los videojuegos y quería copiarlos en la medida de lo posible, en lugar de experimentar y probar cosas nuevas. Él creía que cuando los juegos de RPG Maker rompen con la tradición, son más interesantes.

## Recepción
Space Funeral recibió críticas positivas por su inusual estilo artístico, su música y su ambientación.
Filipe Salgado, de Kill Screen, valoró el juego con un 75/100, afirmando que su "desorden" contrasta con la tendencia de la mayoría de los juegos a atar los cabos sueltos, a pesar de que sus sistemas subyacentes son los mismos que los de cualquier JRPG.
Quintin Smith, de Rock, Paper, Shotgun, describió el juego como "Final Fantasy dirigido por Alejandro Jodorowsky", calificando el arte de "perturbador" y la música de "impresionante".
Space Funeral ganó popularidad con el tiempo, en parte gracias a la atención de creadores de contenido. Tras el lanzamiento de Space Funeral, se crearon varias obras hechas por fans, dos de las cuales, Space Funeral 2 y Space Funeral: The Legend of Earth Birth, impresionaron tanto al desarrollador thecatamites que los consideró canónicos. Super Space Funeral IV DX Blood Red Version, otra entrega "canónica" que comenzó como un remake del original, estaba en desarrollo, pero se desechó la idea en 2017.